# A Little Below The Standard
A Little Below The Standard är hårdrocksgruppen The Events andra album, utgivet i oktober 2012.
A Little Below The Standard har till skillnad från det föregående albumet Stuckholm ett genomgående tema. Skivan handlar om samhällets svarta får. En del av låtarna handlar om förtryck och samhällets minoriteter. Andra låtar är porträtt av personer. Låten Spanish Grave är en låt om Tumba i Botkyrka kommun där samtliga bandmedlemmar är uppvuxna. 

## Omslag, symboler och dolda budskap
Skivans framsida är målat av konstnären Patrik Paez Dahlström. Mycket av den andra grafiken är gjord av basisten Filip Nice. 
På många ställen i grafiken finner man dolda texter och symboler. 

Även fyra stycken kända symboler med kopplingar till ögat återfinns i häftet;

Fatimas hand

Horus öga

Nazar

Det allseende ögat

## Låtförteckning
1. Comet - (3.09) (Dave Cave/Mike Audell/Henrih Harleqin/Filip Nice)
2. Gypsy Rumble - (3.15) (Dave Cave/Mike Audell/Henrih Harleqin)
3. Piece Of You - (2.35) (Dave Cave/Mike Audell/Filip Nice/Henrih Harleqin)
4. Below - (3.48) (Filip Nice/Dave Cave/Henrih Harleqin)
5. She Said Stop - (3.48) (Mike Audell/Filip Nice/Dave Cave/Henrih Harleqin)
6. Lifetime Holiday - (3.05) (Dave Cave/Mike Audell/Henrih Harleqin)
7. Geronimo - (3.53) (Dave Cave/Mike Audell/Henrih Harleqin/Filip Nice)
8. Bring People - (7.30) (Bo Bäckström/Mike Audell/Filip Nice/Dave Cave/Henrih Harleqin)
9. Frustration - (2.35) (Dave Cave/Mike Audell/Henrih Harleqin)
10. Skeletons Are Dancing - (3.10) (Dave Cave/Mike Audell/Henrih Harleqin/Filip Nice)
11. Decay - (3:17) (Dave Cave/Mike Audell/Filip Nice)
12. As A Friend - (3:29) (Dave Cave/Mike Audell/Henrih Harleqin/Filip Nice)
13. Avalanche Kid - (3:35) (Dave Cave/Mike Audell/Filip Nice/Henrih Harleqin)
14. Spanish Grave - (6:14) (Dave Cave/Mike Audell/Filip Nice/Henrih Harleqin)

## Medverkande
- Filip Nice - elbas/sång
- Mike Audell - gitarr/sång
- Dave Cave - gitarr/sång
- Henrih Harleqin - trummor

- Tomas Engberg - keyboard & sång
- Jalle Laine - sång
- Erik Gunnars Risberg - violin
- Jonas Carlsson
- Andreas Ånäs
- Johan Isgren